# السعيد شنقريحة
السعيد شنقريحة (1 أغسطس 1945 - )؛ عسكري جزائري، من أقدم الضباط الكبار الجزائريين، يشغل منصب رئيس أركان الجيش الوطني الشعبي بالنيابة منذ 23 ديسمبر 2019 عقب وفاة رئيس الأركان الجزائري السابق أحمد قايد صالح، وتم تثبيته في نفس المنصب في 3 يوليو 2020.

## سيرة
ولد في القنطرة في ولاية بسكرة، بالجزائر، تخصص في المدفعية والتكتيك الحربي والاجتياح والاقتحام، كما تخرج في السبعينيات من الأكاديمية العسكرية الروسية فوروشيلوف في الاتحاد السوفيتي.
وشارك في حرب 1967، وحرب 1973 العربيتين ضد إسرائيل.
رقّيَ إلى رتبة لواء في عام 2003 ثم قائدا للناحية العسكرية الثالثة على الحدود المغربية في 2004 ، حيث أشرف على إعداد إستراتيجية تأمين الحدود الشاسعة على مسافة تفوق الـ1000 كلم، في الجهة الجنوبية الغربية للبلاد.
في 20 سبتمبر 2018، عُيّنَ قائداً للقوات البرية خلفًا للجنرال اللواء أحسين طافر ، وقد عينه الرئيس الجزائري عبد المجيد تبون رئيساً لأركان الجيش الشعبي الوطني منذ 23 ديسمبر 2019.
رقاه رئيس الجمهورية عبد المجيد تبون إلى رتبة فريق وثبته رسميًا رئيسًا لأركان الجيش الوطني الشعبي بمناسبة عيد الاستقلال 5 جويلية 2020 بعد أن كان يشغل المنصب بالنيابة منذ 23 ديسمبر 2019 منذ وفاة الفريق أحمد قايد صالح.
رقاه رئيس الجمهورية عبد المجيد تبون مرة أخرى إلى رتبة فريق أول بمناسبة عيد الاستقلال 5 جويلية 2022، ويصبح ثاني عسكري يتقلد هذه الرتبة في الجزائر بعد بن علي بن علي.

### الخدمة العسكرية
تقلد الفريق أول السعيد شنڨريحة بقوام المعركة البرية الوظائف التالية:
- قائد كتيبة دبابات القتال بلواء مدرع بالناحية العسكرية الثالثة؛
- رئيس أركان لواء مدرع بالناحية العسكرية الثالثة؛
- قائد لواء مدرع بالناحية العسكرية الثالثة؛
- رئيس أركان فرقة مدرعة بالناحية العسكرية الخامسة؛
- قائد المدرسة التطبيقية لسلاح المدرعات بالناحية العسكرية الخامسة؛
- قائد فرقة مدرعة بالناحية العسكرية الثانية؛
- نائب قائد الناحية العسكرية الثالثة؛
- قائد الناحية العسكرية الثالثة؛
- قائـــد القوات البريـــة؛
- رئيس أركان الجيش الوطني الشعبي.

رقي سعيد شنقريحة إلى رتبة عميد في سنة 1998 وإلى رتبة لواء في سنة 2003 وإلى رتبة فريق سنة 2020 وإلى رتبة فريق أول سنة 2022.

## الأوسمة والميداليات
الفريق أول سعيد شنقريحة حائز على عدة أوسمة وميداليات وهي:
- وسام الجيش الوطني الشعبي من الشارة الثالثة.
- وسام مشاركة الجيش الوطني الشعبي في حروب الشرق الأوسط 1967 و 1973.
- وسام الاستحقاق العسكري.
- وسام الشرف.
- وسام الشجاعة